# روبرت إل. هوارد
روبرت إل. هوارد (بالإنجليزية: Robert L. Howard)‏ هو جندي أمريكي، ولد في 11 يوليو 1939 في أوبيليكا في الولايات المتحدة، وتوفي في 23 ديسمبر 2009 في واكو في الولايات المتحدة بسبب سرطان البنكرياس.

## وصلات خارجية
- روبرت إل. هوارد على موقع إن إن دي بي (الإنجليزية)